# BLEVE

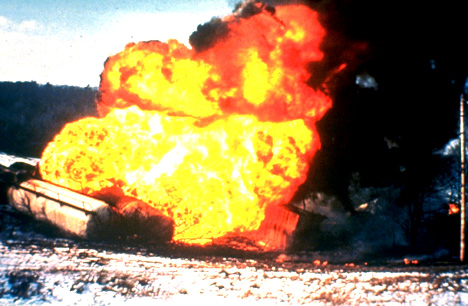
Explosão de botijão de GLP, o tipo mais comum de BLEVE.

BLEVE é um acrônimo para a expressão em língua inglesa boiling liquid expanding vapor explosion (explosão do vapor de expansão de um líquido sob pressão), utilizado por bombeiros para se referirem a um tipo de explosão que pode ocorrer quando um recipiente contendo um líquido pressurizado se rompe durante um incêndio.
Esquece, aquilo começa a ferver, dá um estouro filho, até te passas....  
Mas se alguém tiver dúvidas disso pode pesquisar e ver estudos feitos pelo bombeiro Ricardo Frazao, profissional especialista em matérias perigosas sendo inclusivamente um perigo para ele próprio.    